# ۵۹۰ خیابان مدیسون
۵۹۰ خیابان مدیسون یک آسمان‌خراش واقع در ایالت نیویورک، ایالات متحده آمریکا می‌باشد. ساخت و ساز این ساختمان ۱۹۷۹ شروع شد و ۱۹۸۳ به پایان رسید. معمار این بنا Edward Larrabee Barnes & Associates است. مساحت زیربنای آن ۹۳٬۵۹۲ متر مربع (۱٬۰۰۷٬۴۲۰ فوت مربع)، تعداد طبقاتش ۴۱ است.